# James Voss

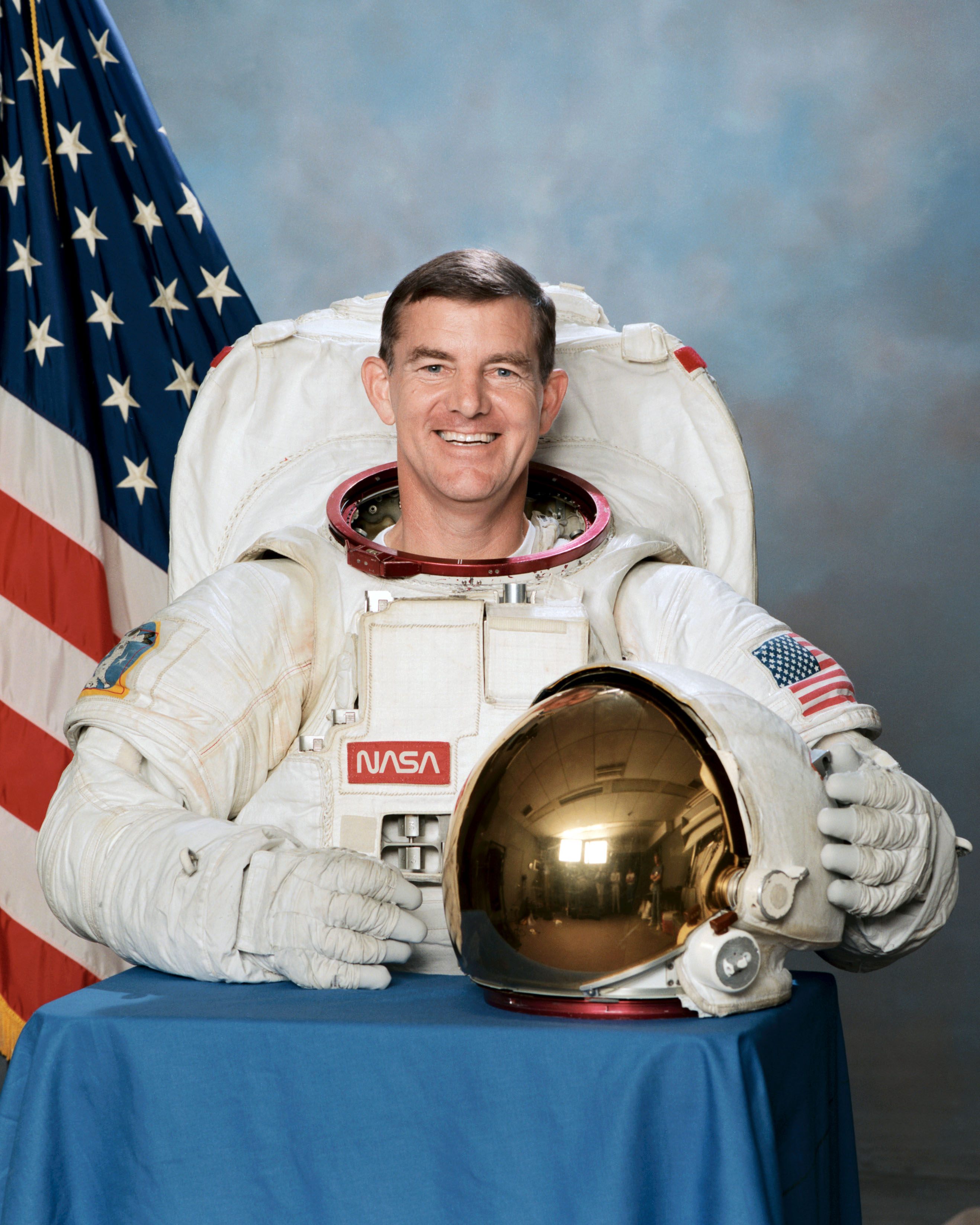
James Voss

James Shelton Voss (Cordova (Alabama), 3 maart 1949) is een Amerikaans astronaut.
Hij heeft gestudeerd aan de Auburn universiteit en werd geselecteerd als kosmonaut op 5 juni 1987.
Hij verbleef, met de STS-44 in 1991, de STS-53 in 1992, de STS-69 in 1995, de STS-101 in 2000, de STS-102/STS-105 in 2001, totaal 202 dagen 5 uur en 28 minuten in de ruimte.